# CCC Tour-Grody Piastowskie

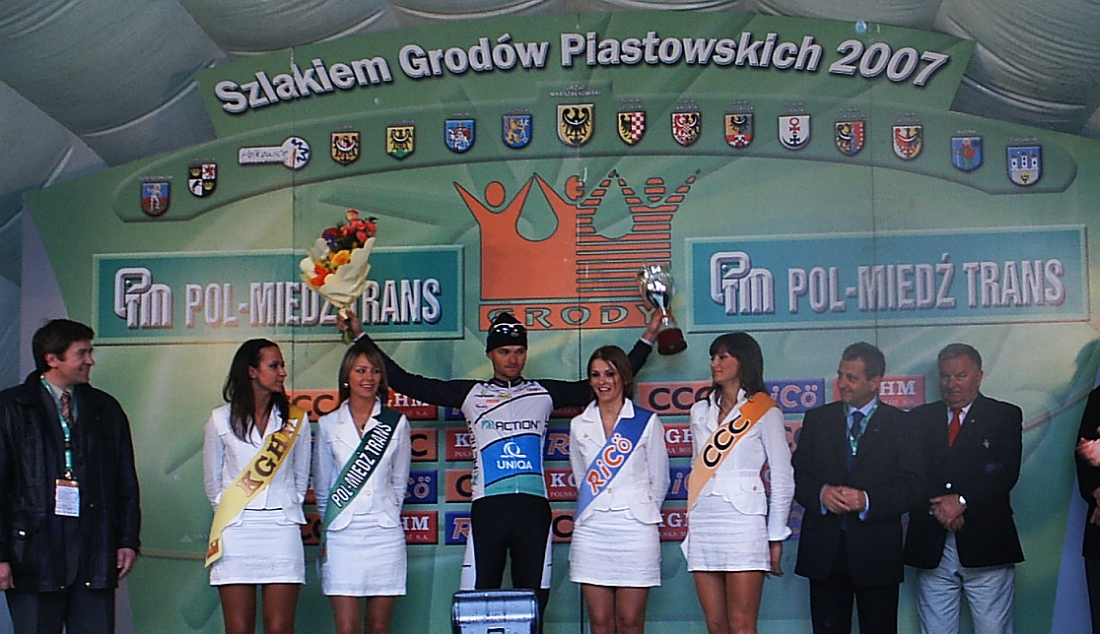
Robert Radosz durant la condecoració del guanyador de l'etapa 4 de la 42a cursa ciclista Grody Piastowskie.

El CCC Tour-Grody Piastowskie, antigament conegut com a Szlakiem Grodów Piastowskich, és una cursa ciclista per etapes polonesa que es disputa anualment al Voivodat de Baixa Silèsia. Creada el 1966, des del 2005 forma part de l'UCI Europa Tour amb una categoria 2.2 i 2.1 a partir del 2007.
La major part dels seus vencedors han estat ciclistes polonesos, sent Zdzislaw Wrona, amb tres victòries, el ciclista amb més triomfs.

## Palmarès
| Any                          | Vencedor                | Segon             | Tercer                |
| Szlakiem Grodów Piastowskich |                         |                   |                       |
| ---------------------------- | ----------------------- | ----------------- | --------------------- |
| 1966                         | Henryk Kowalski         |                   |                       |
| 1967                         | Rajmund Zieliński       |                   |                       |
| 1968                         | Ryszard Gac             |                   |                       |
| 1969                         | Yuri Dmitriyev          |                   |                       |
| 1970                         | Ringold Kalnienieks     |                   |                       |
| 1971                         | Stanislaw Gazda         |                   |                       |
| 1972                         | Mieczyslaw Szurko       |                   |                       |
| 1973                         | Tadeusz Prasek          |                   |                       |
| 1974                         | Wieslaw Kornacki        |                   |                       |
| 1975                         | Edward Barcik           |                   |                       |
| 1976                         | Stanislaw Mikolajczuk   |                   |                       |
| 1977                         | Stanislaw Szozda        |                   |                       |
| 1978                         | Ryszard Szurkowski      |                   |                       |
| 1979                         | Slawomir Podwojniak     |                   |                       |
| 1980                         | Stanislaw Nieumierzycki |                   |                       |
| 1981                         | Ryszard Szurkowski      |                   |                       |
| 1982                         | Jerzy Jagiela           |                   |                       |
| 1983                         | Tadeusz Mytnik          |                   |                       |
| 1984                         | Zdzislaw Wrona          |                   |                       |
| 1985                         | Mieczysław Karłowicz    |                   |                       |
| 1986                         | Zdzislaw Wrona          |                   |                       |
| 1987                         | Zdzislaw Wrona          |                   |                       |
| 1988                         | Jacek Bodyk             |                   |                       |
| 1989                         | Zbigniew Rudyk          |                   |                       |
| 1990                         | Czeslaw Rajch           |                   |                       |
| 1991                         | Jozef Moczydlowski      |                   |                       |
| 1992                         | Artur Krzeszowiec       |                   |                       |
| 1993                         | Czeslaw Rajch           |                   |                       |
| 1994                         | Pawel Niedzwiecki       |                   |                       |
| 1995                         | Grzegorz Piwowarski     |                   |                       |
| 1996                         | Slawomir Chrzanowski    |                   |                       |
| 1997                         | Piotr Zaradny           | Artur Krzeszowiec | Krzysztof Szafranski  |
| 1998                         | Andrzej Sypytkowski     | Piotr Zaradny     | Dariusz Wojciechowski |
| 1999                         | Piotr Wadecki           | Ondrej Slobodnik  | Bernard Bocian        |
| 2000                         | Piotr Wadecki           | Piotr Przydzial   | Tomasz Lisowicz       |
| 2001                         | Eugen Wacker            | Ondřej Sosenka    | Remigius Lupeikis     |
| 2002                         | Krzysztof Szafranski    | Remigius Lupeikis | Zbigniew Piatek       |
| 2003                         | Artur Krasinski         | Wojciech Pawlak   | Branko Filip          |
| 2004                         | Piotr Przydzial         | Dawid Krupa       | Tomasz Kiendys        |
| 2005                         | Zbigniew Piatek         | Radoslav Romanik  | Piotr Przydzial       |
| 2006                         | Tomasz Kiendys          | Marcin Sapa       | Wojciech Pawlak       |
| 2007                         | Tomasz Kiendys          | Mitja Mahoric     | Bartosz Huzarski      |
| 2008                         | Bartosz Huzarski        | Tomasz Kiendys    | Mitja Mahoric         |
| 2009                         | Mariusz Witecki         | Volodymyr Starčyk | Daniele Callegarin    |
| 2010                         | Marek Rutkiewicz        | Bartosz Huzarski  | Tomasz Marczynski     |
| 2011                         | Robert Vrečer           | Marek Rutkiewicz  | Łukasz Bodnar         |
| 2012                         | Marek Rutkiewicz        | Stefan Schumacher | Mateusz Taciak        |
| 2013                         | Jan Bárta               | Davide Rebellin   | Mateusz Taciak        |
| 2014                         | Mateusz Taciak          | Marek Rutkiewicz  | Silvio Herklotz       |
| 2015                         | Paweł Bernas            | Mateusz Taciak    | Jiri Polnicky         |
| CCC Tour-Grody Piastowskie   |                         |                   |                       |
| 2016                         | Oleksandr Polivoda      | Michele Gazzara   | Jiri Polnicky         |
| 2017                         | Marek Rutkiewicz        | Leszek Pluciński  | Emanuel Piaskowy      |
| 2018                         | Łukasz Owsian           | Josef Černý       | Jan Tratnik           |
| 2019                         | Kamil Małecki           | Maciej Paterski   | Jannik Steimle        |
| 2020                         | suspesa                 | suspesa           | suspesa               |
| 2021                         | Maciej Paterski         | Immanuel Stark    | Szymon Rekita         |